# Victorien Lelong
Pour les articles homonymes, voir Lelong.
Victorien Lelong, né le 22 septembre 1866 à Villers-lès-Guise et mort le 2 juin 1933 à Offranville, est un architecte français.

## Biographie

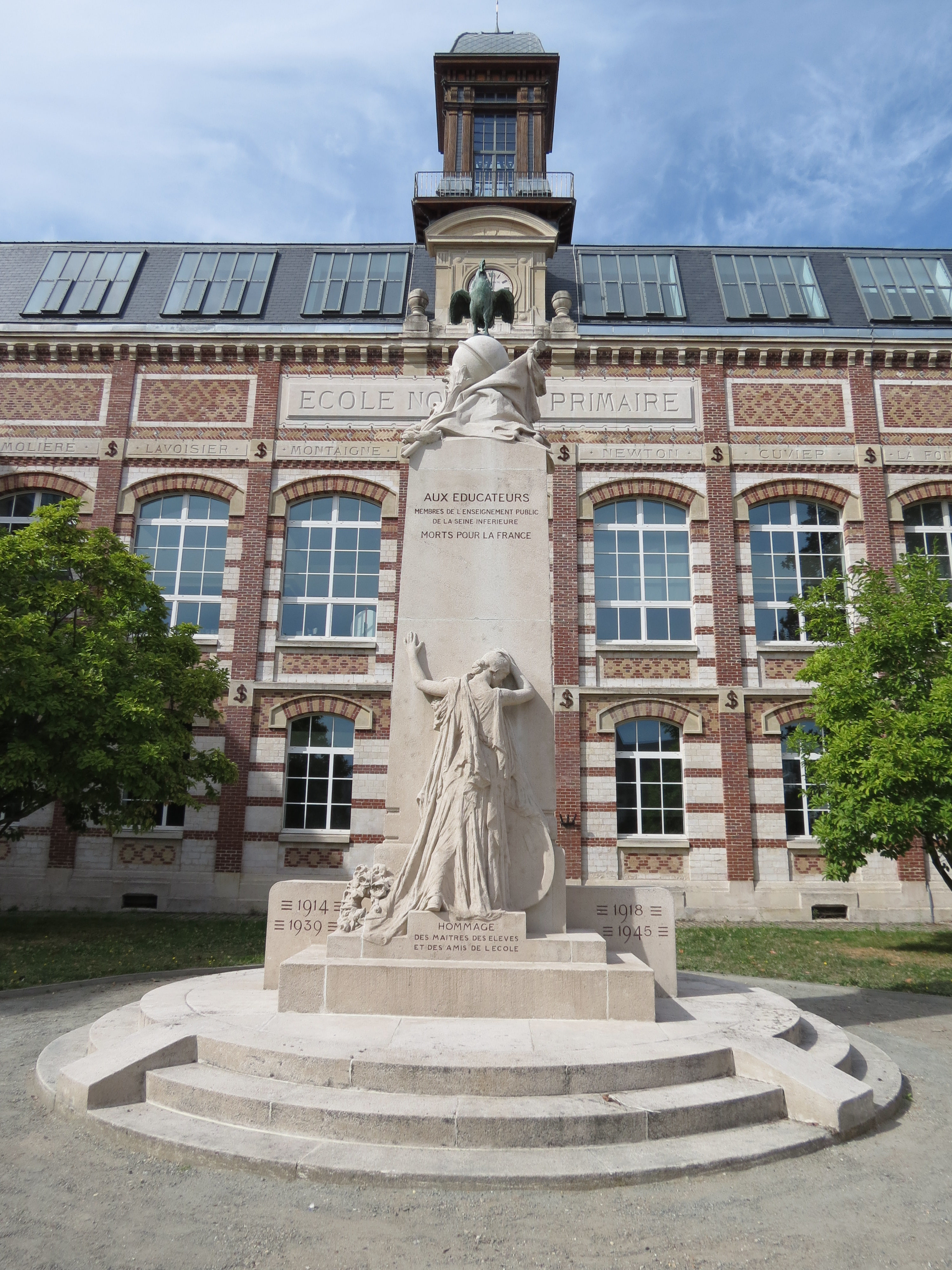
Monument aux éducateurs de l'école normale primaire de Rouen.

Il est nommé directeur de l'École des beaux-arts de Rouen en 1899 en remplacement de Lebel et fonde l'École nationale d'architecture de Rouen en 1904.
On lui doit le théâtre de l'Alhambra, de style Art nouveau, construit en 1906 rue de la République à Rouen qui, très endommagé durant la Seconde Guerre mondiale, dut être démoli après-guerre.
On lui doit également un monument commémoratif des élèves des écoles des beaux-arts et d'architecture de Rouen (1916), ainsi que les monuments aux morts de Vernon,, de l'École normale primaire de Rouen et de Luneray.
Il est nommé chevalier de la Légion d'honneur en 1923.
Associé à Pierre Chirol, il est l'auteur du pavillon de la Normandie à l'Exposition internationale des Arts décoratifs et industriels modernes en 1925.
Il est président d'honneur de la Société des artistes normands.
Il est domicilié au no 20 quai du Havre à Rouen.
Il décède à son domicile à Offranville et est inhumé au cimetière monumental de Rouen.
Le 17 mars 1935, une plaque commémorative est inaugurée dans l'amphithéâtre de l'école des beaux-arts en présence de Georges Métayer, maire de Rouen.

## Distinctions
- Chevalier de la Légion d'honneur (1923)